# Alkus
Die alkus AG ist ein internationales Unternehmen mit Sitz in Vaduz, Liechtenstein, das Vollkunststoffplatten aus Polypropylen herstellt. Diese Platten werden fast ausschließlich als Schalhäute für Schalungssysteme verwendet.

## Unternehmen
In der Bauindustrie, vor allem bei Betonschalungen, werden bevorzugt Holzprodukte verwendet. Diese weisen einige Probleme und Nachteile aufgrund der Grundeigenschaften von Holz auf. Die alkus AG hat versucht, eine Schalplatte zu entwickeln, die die Vorteile von herkömmlichen Holzplatten aufweist, ohne die Nachteile.
Die entwickelte Vollkunststoffplatte aus Polypropylen ist auf Grund der Eigenschaften von Polypropylen robuster als eine Holzplatte.

## Geschichte
Vor 1985 gab es Entwicklungen und Versuche an Alternativen zur Sperrholzplatte als Schalhaut.
In den Jahren 1990–1995 erfolgte die Erforschung, Entwicklung und Test von Kunststoffplatten mit verschiedenen Füllstoffen.
Eine Gemeinschaft aus Forschungsinstituten und Industrie entwickelte 1995–1997 eine Vollkunststoffplatte als Verbundkonstruktion aus Polypropylen und Aluminium oder Glasfasern.
1998 war eine Vorstellung der alkus-Vollkunststoffplatte als Studie auf der Bauma.
1998–2000 erfolgte der Aufbau einer industriellen Fertigung mit Wertstoff-Kreislauf.
Die alkus-Vollkunststoffplatte wurde 2000 der Öffentlichkeit in der Frankfurter Oper vorgestellt. Die industrielle Serienproduktion war angelaufen.
Als erster industrieller Anwender setzte MEVA Schalungs-Systeme 2001 die alkus-Vollkunststoffplatte weltweit in seinen Schalungssystemen serienmäßig ein.
Die Umstellung aller MEVA-Produkte auf die alkus-Technologie war 2005 abgeschlossen.
2007 erfolgte eine weltweit erste Langzeit-Garantie auf ein Schalungspanel.